# 波密犬
波密犬（匈牙利語：Pumi），犬種之一，是一種小型犬，外型類似梗犬，原產於匈牙利。最初被當成是一種農牧上的通用犬，可以被當成牧羊犬，也被用來牧牛與牧豬，或是用來捕鼠。1966年被世界犬业联盟認定是一種獨立品種。

## 歷史
波密犬最早源自匈牙利，但在其產地之外則少為人知。於17至18世紀之間，這種牧羊用的梗犬，被出口到法國與德國，歐洲才開始認識到這種犬種。